# Coccobius
Coccobius is een geslacht van vliesvleugeligen uit de familie Aphelinidae. De wetenschappelijke naam van dit geslacht is voor het eerst geldig gepubliceerd in 1852 door Ratzeburg.

## Soorten
Het geslacht Coccobius omvat de volgende soorten:
- Coccobius abdominis Huang, 1994
- Coccobius addisoni (Girault, 1915)
- Coccobius aligarhensis (Hayat, 1974)
- Coccobius annulicornis Ratzeburg, 1852
- Coccobius aspidiellae Hayat, 2010
- Coccobius assamensis Hayat, 2010
- Coccobius atrithorax (Girault, 1939)
- Coccobius azumai Tachikawa, 1988
- Coccobius bifasciatus (Ishii, 1938)
- Coccobius binotatus Prinsloo, 1995
- Coccobius borovkovi (Yasnosh, 1973)
- Coccobius capensis Prinsloo, 1995
- Coccobius ceroplastidis (Agarwal, 1964)
- Coccobius chaoi Huang, 1994
- Coccobius comperei (Hayat, 1971)
- Coccobius confusus (Compere & Annecke, 1961)
- Coccobius contigaspidis (Yasnosh, 1968)
- Coccobius cosibus Hayat, 2010
- Coccobius costulatus Prinsloo, 1995
- Coccobius curtifuniculatus Huang, 1994
- Coccobius cussoniae (Risbec, 1957)
- Coccobius danzigae (Yasnosh, 1977)
- Coccobius debachi (Compere & Annecke, 1961)
- Coccobius decemguttatus (Girault & Dodd, 1915)
- Coccobius diaspidis (Howard, 1907)
- Coccobius donatellae Pedata & Evans, 1997
- Coccobius ephedraspidis (Yasnosh, 1968)
- Coccobius euphorbiae (Risbec, 1957)
- Coccobius fijiensis (Howard, 1914)
- Coccobius flaviceps (Girault & Dodd, 1915)
- Coccobius flaviclavus (Howard, 1894)
- Coccobius flavicornis (Compere & Annecke, 1961)
- Coccobius flavidus (Zehntner, 1898)
- Coccobius flaviflagellatus (De Santis, 1940)
- Coccobius flaviventris (Howard, 1910)
- Coccobius fulvus (Compere & Annecke, 1961)
- Coccobius furviflagellatus Huang, 1994
- Coccobius furvus Huang, 1994
- Coccobius fusciventris (Girault, 1913)
- Coccobius gracilis (Howard, 1914)
- Coccobius graminis Prinsloo, 1995
- Coccobius granati Yasnosh & Mustafaeva, 1992
- Coccobius himalayanus Hayat, 2010
- Coccobius himpradianus Hayat, 2010
- Coccobius howardi (Compere, 1928)
- Coccobius indefinitus (Yasnosh & Myartseva, 1972)
- Coccobius ineditus Prinsloo, 1995
- Coccobius intermedius (Gahan, 1927)
- Coccobius juliae Myartseva, 2000
- Coccobius kato Japoshvili, 2010
- Coccobius kurbani Myartseva, 1995
- Coccobius languidus Huang, 1994
- Coccobius longialatus Huang, 1994
- Coccobius longifuniculatus Huang, 1994
- Coccobius lucaris Prinsloo, 1995
- Coccobius luteolus (Yasnosh, 1968)
- Coccobius maculatus Huang, 1994
- Coccobius mesasiaticus (Yasnosh & Myartseva, 1971)
- Coccobius mirus Hayat, 1998
- Coccobius miyatakei Ishihara, 1977
- Coccobius multicolor (Girault, 1915)
- Coccobius nigriceps (Girault, 1913)
- Coccobius nigriclavus (Girault & Dodd, 1915)
- Coccobius noaeae (Yasnosh, 1968)
- Coccobius nunu Japoshvili, 2010
- Coccobius octavia (Girault, 1934)
- Coccobius odonaspidis (Tachikawa, 1964)
- Coccobius omari Japoshvili, 2010
- Coccobius paolii (Mercet, 1927)
- Coccobius phoebus Hayat, 2010
- Coccobius pistacicolus (Yasnosh, 1968)
- Coccobius popei (Girault, 1915)
- Coccobius pullus Prinsloo, 1995
- Coccobius reticulatus (Compere & Annecke, 1961)
- Coccobius seminotus (Silvestri, 1915)
- Coccobius stanfordi (Howard, 1914)
- Coccobius subflavus (Annecke & Insley, 1970)
- Coccobius subterraneus (Nikol'skaya, 1966)
- Coccobius sumbarensis Myartseva, 1995
- Coccobius superbus (Girault & Dodd, 1915)
- Coccobius sybariticus Pedata, 1999
- Coccobius townsendi (Howard, 1914)
- Coccobius udakamundus Hayat, 1998
- Coccobius uvae (Dozier, 1933)
- Coccobius varicornis (Howard, 1881)
- Coccobius viggianii (Yasnosh, 1974)
- Coccobius virgilii (Girault, 1929)
- Coccobius wuyiensis Huang, 1994